# زید دیرانی
زید دیرانی (۱۹۸۰-)، پیانیست اردنی - آمریکایی و آهنگساز دمشقی تبار و سفیر حسن نیت یونیسف در خاورمیانه و شمال آفریقا است. دیرانی آهنگ‌های پاپ لاتین و کلاسیک را در هم می‌آمیزد. او در مقابل هزاران نفر در سراسر جهان از جمله ملکه الیزابت، نلسون ماندلا اجرا داشته‌است.